# Dendromastax cornuta
Dendromastax cornuta är en insektsart som beskrevs av Marius Descamps 1971. Dendromastax cornuta ingår i släktet Dendromastax och familjen Euschmidtiidae. Inga underarter finns listade i Catalogue of Life.